# الهولوكوست في ألبانيا

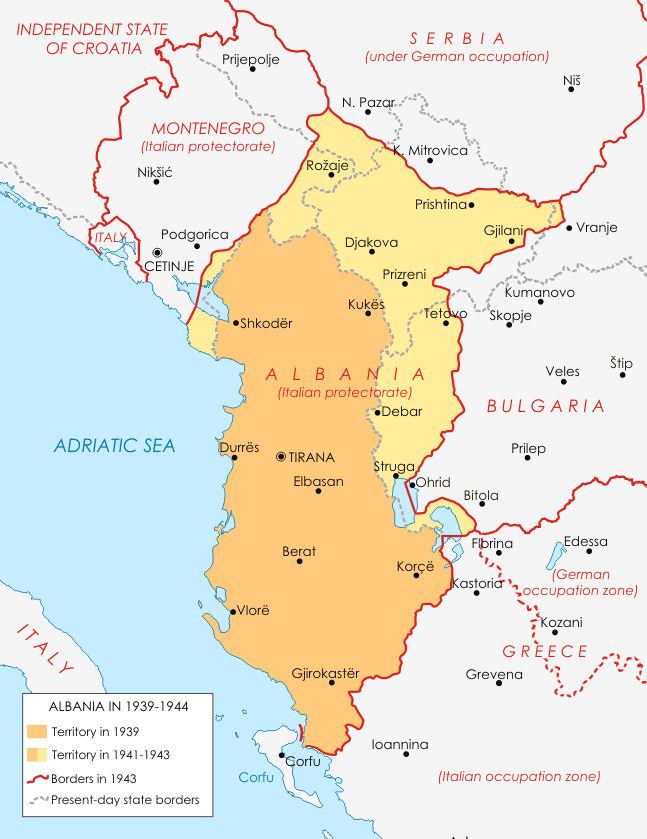
خريطة لألبانيا خلال الحرب العالمية الثانية ، مع مساحة أراض مرفقة بالبلاد تظهر باللون الأصفر الفاتح.

الهولوكوست في ألبانيا تعتبر ألبانيا بلد صغير وجبل على الساحل الجنوبي الشرقي لشبه جزيرة البلقان ، لسكان يبلغ عددهم 803،000. من هؤلاء المائتان فقط كانوا من اليهود. بعد وصول هتلر إلى السلطة في عام 1933 ، لجأ العديد من اليهود إلى ألبانيا. لا توجد أرقام دقيقة فيما يتعلق بعددهم. ومع ذلك ، تشير مصادر مختلفة إلى أن 600-1800 لاجئ يهودي دخلوا هذا البلد من ألمانيا والنمسا وصربيا واليونان ويوغوسلافيا ، على أمل الاستمرار في أرض إسرائيل أو أماكن اللجوء الأخرى.
بعد الاحتلال الألماني في عام 1943 ، رفض السكان الألبان في فعل غير عادي ، الامتثال لأوامر المحتل بتسليم قوائم اليهود المقيمين داخل حدود البلاد. علاوة على ذلك ، قدمت الوكالات الحكومية المختلفة للعديد من العائلات اليهودية وثائق مزورة سمحت لهم بالاختلاط بين بقية السكان. لم يحمي الألبان مواطنيهم اليهود فحسب ، بل وفروا أيضًا ملاذاً للاجئين اليهود الذين وصلوا إلى ألبانيا ، عندما كان لا يزال تحت الحكم الإيطالي ، ووجدوا الآن أنفسهم يواجهون خطر الترحيل إلى معسكرات الاعتقال. كما قامو بإيواء اللاجئين اليهود في القرى الجبلية ، ونقلهم إلى موانئ البحر الأدرياتيكي حيث فروا إلى إيطاليا. انضم يهود آخرون إلى حركات المقاومة في جميع أنحاء البلاد.
كانت المساعدة البارزة المقدمة لليهود قائمة في بيزا، وهي مدونة شرف ، والتي لا تزال حتى اليوم بمثابة أعلى مدونة أخلاقية في البلاد. بيزا ، تعني حرفيًا «الوفاء بالوعد». الشخص الذي يتصرف وفقًا لـ بيزا هو الشخص الذي يفي بكلمته ، والشخص الذي يمكن للمرء أن يثق في حياته وحياة أسرة الفرد, نجحت ألبانيا ، الدولة الأوروبية الوحيدة ذات الأغلبية المسلمة ، في المكان الذي فشلت فيه الدول الأوروبية الأخرى. تم إنقاذ معظم اليهود الذين يعيشون داخل الحدود الألبانية أثناء الاحتلال الألماني ، من أصل ألباني ولاجئ على حد سواء ، باستثناء أفراد من عائلة واحدة. بشكل مثير للإعجاب ، كان عدد اليهود في ألبانيا في نهاية الحرب أكثر من السابق.
كل تلك التضحيات لم تمنع حصول المحرقة من جرائم ارتكبت ضد اليهود في المملكة الألبانية على أيدي قوات تعاونية ألمانية وإيطالية وألبانية بينما كانت البلاد تحت الاحتلال الإيطالي والألماني خلال الحرب العالمية الثانية. طوال الحرب ، لجأ حوالي 2000 يهودي إلى ألبانيا. كان معظم هؤلاء اللاجئين اليهود يعاملون جيدًا من قِبل السكان الألبان المحليين ، على الرغم من حقيقة أن البلد احتلته أولاً إيطاليا الفاشية ، ثم ألمانيا النازية.
بالنسبة إلى 500 يهودي يعيشون في كوسوفو التي يهيمن عليها الألبان ، كانت التجربة مختلفة تمامًا ولم ينج حوالي 40 في المائة من الحرب. مع استسلام إيطاليا في سبتمبر 1943 ، احتلت ألمانيا ألبانيا الكبرى. في عام 1944 ، تم تشكيل فرقة Waffen-SS الألبانية ، والتي ألقت القبض على الألمان وتسليمهم 281 يهوديًا آخرين من كوسوفو تم ترحيلهم لاحقًا إلى معسكر اعتقال بيرغن بيلسن ، حيث قُتل الكثيرون. في أواخر عام 1944 ، تم طرد الألمان من ألبانيا ، وأصبحت البلاد دولة شيوعية تحت قيادة إنفر هوشا. وفي الوقت نفسه تقريبًا ، هزمت قوات المحور في المناطق التي ضمتها الألبان في كوسوفو وغرب مقدونيا من قبل الثوار اليوغوسلاف ، الذين أعادوا دمج هذه المناطق لاحقًا في يوغوسلافيا.
قُتل حوالي 600 يهودي في ألبانيا الكبرى خلال الهولوكوست. في ألبانيا ، قُتل خمسة يهود من نفس العائلة على أيدي الألمان ، وهم اليهود الأصليون الذين قُتلوا هناك خلال الحرب. خرجت ألبانيا من الحرب التي كان عدد سكانها اليهود أكبر عشر مرات مما كانت عليه في البداية ، حيث بلغ عددهم حوالي 1800. معظم هؤلاء هاجروا بعد ذلك إلى إسرائيل. بقي عدة مئات في ألبانيا حتى سقوط الشيوعية في أوائل التسعينيات قبل أن يفعلوا الشيء نفسه. اعتبارًا من عام 2018 ، تم الاعتراف بـ 75 ألبانيًا من الصالحين بين الأمم.

## الخلفية

### حقبة ما بعد العثمانيين
وفقًا لتعداد السكان الألباني في عام 1930، عاش 24 يهوديًا في ألبانيا. في عام 1937، مُنح المجتمع اليهودي، الذي بلغ تعداده آنذاك قرابة 300، الاعتراف الرسمي في البلاد بواسطة الملك زوغ. قبل الحرب، عاش اليهود الألبان بالدرجة الأولى في الأجزاء الجنوبية من البلاد، أغلبهم في مدينة فلوره، والتي كان ثلث سكانها تقريبًا من اليهود خلال القرن السادس عشر. بلغ تعداد المجتمع اليهودي في كوسوفو ذات الأغلبية الألبانية، والتي كانت جزءًا من يوغوسلافيا المجاورة، قرابة 500. في أواخر الحقبة العثمانية، تطور الفكر الوطني الألباني بطريقة طالبت بالاندماج بين أكثر من دين وهدفت إلى التوافق بين المعتقدات المختلفة في البلاد. بعد استقلال ألبانيا في 1912، بدأت الحكومة في تطبيق التصور الخاص بالتوافق الديني، وظهر ذلك بوضوح تحت حكم زوغ، حين أُقرّت المساواة بين «جميع المعتقدات» وتحقق التنوع الديني. 
خلال الثلاثينيات، أصبح المجتمع اليهودي مندمجًا في المجتمع الألباني أكثر فأكثر، مع الاعتراف الرسمي من الحكومة في 2 أبريل 1937. الأكثر من ذلك أن زوغ ساعد على هجرة اليهود إلى ألبانيا واندماج الوافدين اليهود الجدد. في عام 1934، أشار هيرمان بيرنشتاين السفير الأمريكي إلى ألبانيا، والذي كان يهوديًا، إلى أن اليهود لم يعانوا من التمييز ضدهم في البلاد لأنها «تعتبر واحدة من البلاد القليلة جدًا في أوروبا اليوم pde لا يتواجد التعصب والكراهية الدينية». مع صعود النازية، لجأ بعض اليهود الألمان والنمساويين إلى ألبانيا، واستمرت السفارة الألبانية في برلين في إصدار التأشيرات لليهود حتى نهاية عام 1938، في الوقت الذي لم تنوي فيه أي دولة أوروبية فعل ذلك. لعب برنستاين دورًا محوريًا في إقناع الحكومة الألبانية بالاستمرار في إصدار تأشيرات السياحة والمرور لليهود. بدءًا من عام 1933، أدت جهود برنستاين إلى هروب العديد من اليهود من ألمانيا والنمسا مع ترسيخ الحزب النازي لسلطته، اتخذ بعضهم ألبانيا كنقطة عبور هربوا من خلالها إلى الولايات المتحدة أو تركيا أو أمريكا الجنوبية.

### الاحتلال الإيطالي
عانت ألبانيا، البلد الأقل تطورًا في أوروبا، من الهيمنة الاقتصادية والسياسية الإيطالية خلال الثلاثينيات. في 25 مارس 1939، أرسل الديكتاتور الإيطالي بينيتو موسوليني إنذارًا نهائيًا إلى زوغ، يطلب فيه قبول الحماية العسكرية الإيطالية على ألبانيا. رفض زوغ، وفي 7 أبريل، غزت إيطاليا ألبانيا وعزلته. عُينت حكومة كفيشلينغ بعد ذلك بقليل، وترأسها مالك الأراضي الأكثر ثروة وسلطة، شفقت فرلاشي. تكون أيضًا «مجلس أمة» ألباني، والذي صوت سريعًا لصالح الاتحاد الاقتصادي والسياسي مع إيطاليا، وبالتالي أصبحت البلاد محمية إيطالية.  تحت إدارة الحاكم المنوب فرانشيسكو جاكوموني، طبقت سلطات الاحتلال الإيطالي قوانين منعت هجرة اليهود إلى ألبانيا، وكلفت بترحيل كافة اليهود الأجانب المقيمين في البلاد. 
في خلال شهر من الاحتلال الإيطالي، تكون الحزب الفاشي الألباني (PFSh). شرّع الحزب قوانين تحظر انضمام اليهود إلى الحزب، وحُرموا من بعض الوظائف مثل تلك في التعليم. أصبح الحزب الذي تكون من الألبان الإثنيين والإيطاليين المقيمين في ألبانيا فرعًا للحزب الفاشي الإيطالية (PNF) وأصبح لزامًا على أعضاء الحزب أن يؤدوا قسم الولاء لموسوليني. أُلزم كافة موظفي الخدمة المدنية بالانضمام للحزب وأصبح الحزب السياسي الشرعي الوحيد في البلاد. مع تطور مجريات الحرب العالمية الثانية، سمحت إيطاليا لألبانيا المحتلة بضم المناطق القريبة التي يسكنها الألبان لتكوين ألبانيا الكبرى، وهي محمية لإيطاليا شملت غالبية كوسوفو وجزءًا من مقدونيا الغربية، التي انفصلت عن يوغوسلافيا بعد غزو قوى المحور للبلاد في أبريل 1941. على الرغم من كونهم تحت حكم إيطاليا رسميًا، تمتع الألبان في كوسوفو بالسيطرة على المنطقة وشُجعوا على فتح المدارس الألبانية، والتي كانت ممنوعة تحت الحكم اليوغوسلافي. مُنحوا أيضًا الجنسية الألبانية بواسطة السلطات الإيطالية، وسُمح لهم برفع علم ألبانيا. وضع الإيطاليون مئات الآلاف من الجنود في ألبانيا الكبرى. تمركز قرابة 20,000 جنديًا إيطاليًا و 5,000 من رجال الشرطة وحرس الحدود في كوسوفو وحدها. تمركز 12,000 جنديًا إضافيًا و 5,000 من رجال الشرطة وحرس الحدود في المناطق المنضمة إلى ألبانيا في شمال مقدونيا الحالية. أنذرت سلطات الاحتلال الإيطالية أن عشرة رهائن على الأقل سيُطلق عليهم الرصاص مقابل كل جندي إيطالي يُقتل أو يُصاب في المناطق المحتلة من يوغوسلافيا.

## الهولوكوست

### 1939–1943
بعد غزو يوغوسلافيا، نما المجتمع اليهودي في ألبانيا، إذ أن اليهود قد جاءوا من مقدونيا وشمال صربيا، بالإضافة إلى اللاجئين اليهود من ألمانيا والمجر وبولندا الذين جاءوا إلى كوسوفو المنضمة إلى ألبانيا والواقعة تحت السيطرة الإيطالية، وأقاموا في بلدات بريستينا وبريزرين وفريزاي.وصل قرابة 1,000 لاجئ، والذين نسبتهم المصادر الألمانية إلى منظمة يهودية مسؤولة عن تهريب اليهود إلى البلاد. لم يتعرض اللاجئون للاضطهاد الذي تعرض له اليهود في المناطق الواقعة تحت السيطرة الألمانية، لأن الإيطاليين اعتبروهم ذوي أهمية اقتصادية و «ممثلين للمصالح الإيطالية في الخارج». ألقى الإيطاليون القبض على نحو 150 لاجئًا يهوديًا وأرسلوهم إلى بلدة بيرات، في ألبانيا الأصلية، حيث مُنحوا فرصة للعمل. أُلقي القبض أيضًا على 192 يهوديًا من خليج كوتور المُنضم إلى إيطاليا، وأُرسلوا إلى محتشدات الاعتقال في ألبانيا الأصلية في 27/28 يوليو 1941. أُرسلوا لاحقًا إلى معسكرات في إيطاليا. 
حمى سكان ألبانيا الأصلية اللاجئين اليهود بدرجة كبيرة. نُقل الكثير إلى الموانئ الأوروبية على بحر الأدرياتيكي حيث كان بإمكانهم أن يسافروا إلى إيطاليا. اختبأ آخرون في القرى الجبلية النائية، بينما انضم البعض لحركات المقاومة التي انتشرت عبر البلاد. حصل مئات اليهود على وثائق مزورة من السلطات الألبانية وهُربوا إلى ألبانيا حيث الأمان. في مناسبات أخرى، أُرسل اليهود إلى ألبانيا الأصلية بذريعة أنهم مصابون بالحمى النمشية وبحاجة لتلقي العلاج في المستشفى. تحت حكم فرانشيسكو جاكوموني، طبقت سلطات الاحتلال الإيطالي قوانين منعت هجرة اليهود إلى ألبانيا، وكلفت بترحيل كافة اليهود الأجانب المقيمين في البلاد. ولكن تطبيق تلك القوانين افتقر للجدية، ودعم ذلك حقيقة أنه لم يُرحل أي يهودي تحت طائلة تلك القوانين، وبينما أصبحت مغادرة البلاد أصعب، استمرت هجرة اليهود إلى ألبانيا الكبرى بخطى سريعة. عند العثور على اليهود وهم يعبرون الحدود، كانت السلطات الألبانية عادة ما تطلق سراحهم ليجدوا ملجأ بين العائلات من السكان المحليين. في بعض المناسبات، سُرقوا وقُتلوا. في يناير 1942، قدر الألمان أثناء مؤتمر وانسيي عدد اليهود الموجودين في ألبانيا الأصلية بـ 200. خلال ذلك الشهر، اعتُقل اليهود بواسطة الإيطاليين في معسكر في بريستينا. على الرغم من أنهم خشوا أن يُسلموا للألمان، وعد القائد الإيطالي للمعسكر بأن ذلك لن يحدث. في 14 مارس 1942، حاصر الإيطاليون المعسكر واعتقلوا اليهود المحتجزين هناك. سُلم واحد وخمسون إلى الألمان. أُرسلوا لاحقًا إلى محتشد اعتقال ساجميستي، في جمهورية كرواتيا المستقلة، وقُتلوا. أُخذ آخرون، بصحبة الصرب، إلى معسكر في بيرات، حيث بقوا حتى استسلام إيطاليا. كان هناك نحو 500 يهوديًا معتقلين في المعسكرات في بيرات وكرويه وكافايه أثناء استسلام إيطاليا.

## روابط خارجية
- Albania the مكتبة اليهود الافتراضية